# Terrazza del caffè la sera, Place du Forum, Arles
Terrazza del caffè la sera, Place du Forum, Arles è un dipinto del pittore olandese Vincent van Gogh, realizzato nel 1888 e conservato al Museo Kröller-Müller di Otterlo. 

## Descrizione

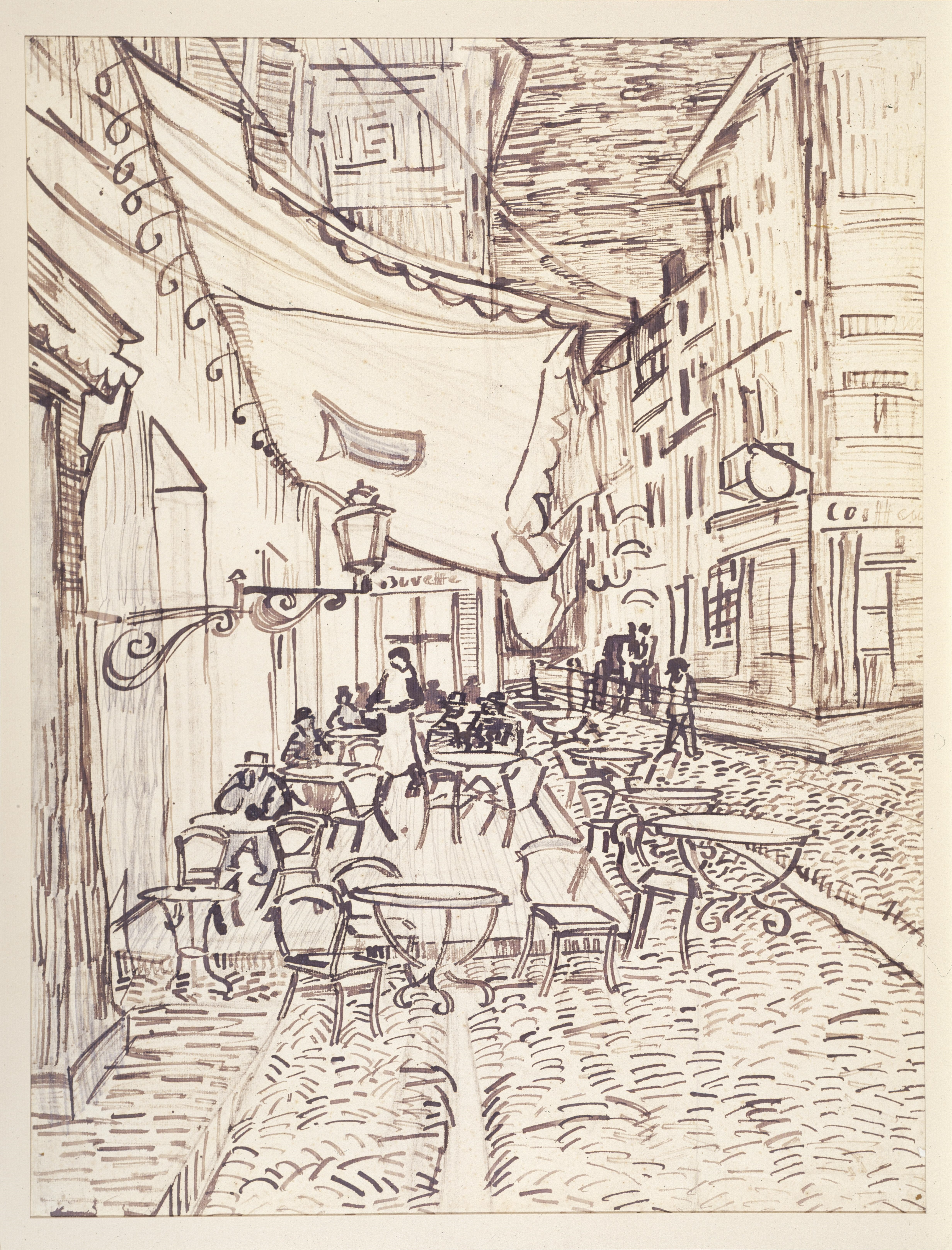
Studio preparatorio per il dipinto

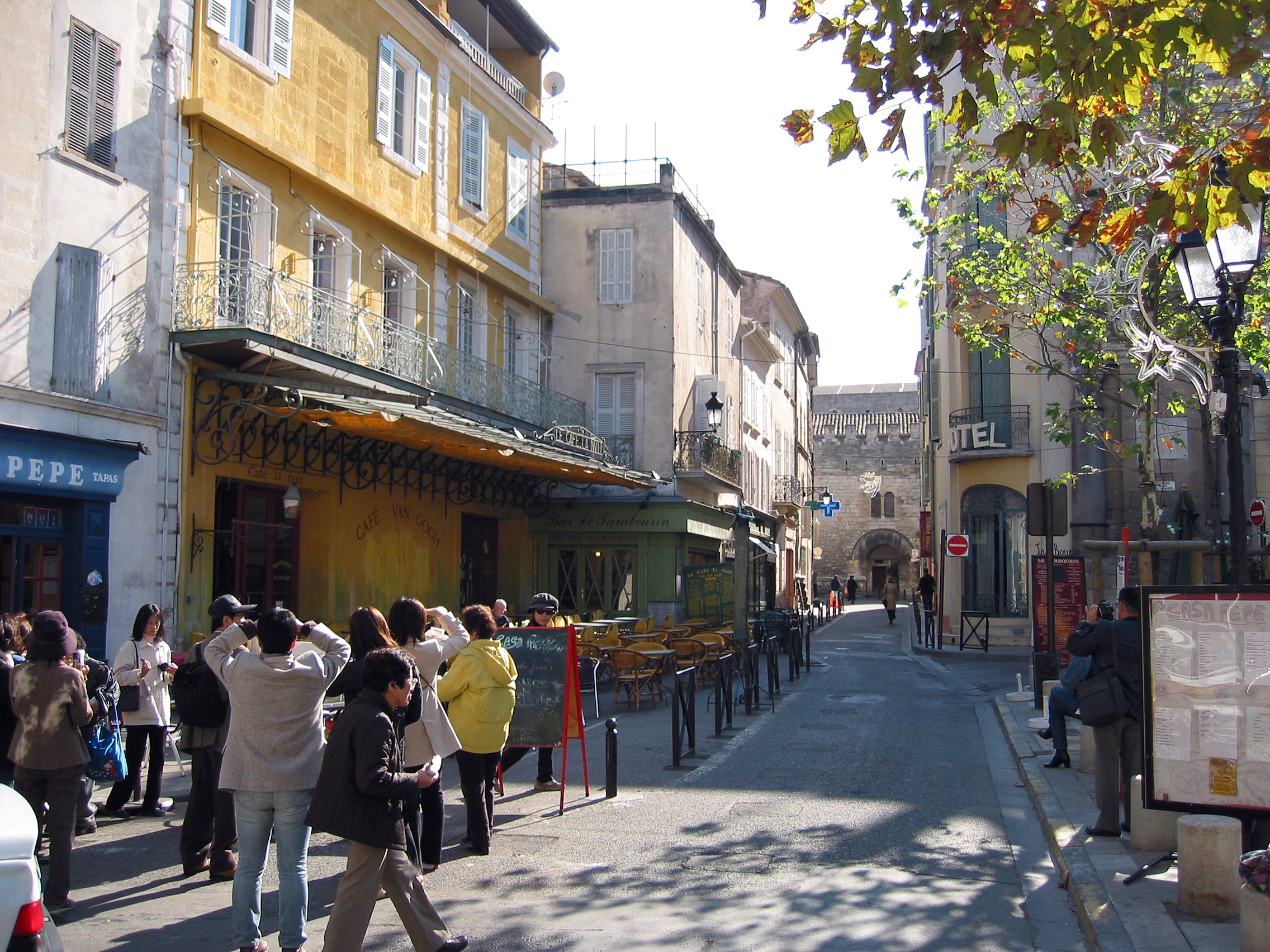
Lo stesso Caffè fotografato nel 2006

Van Gogh ammette di essersi rifatto a una fonte letteraria per l'esecuzione di quest'opera, nella fattispecie Bel-Ami di Guy de Maupassant. Di seguito si riporta uno stralcio della lettera 678, in cui Vincent descrive alla sorella Willelmina le circostanze in cui aveva realizzato l'opera:
(Lettera 678)
Evidenti tangenze tematiche sono rintracciabili anche con le opere impressioniste e pointilliste. Il mondo dei caffè parigini, infatti, fu uno dei grandi protagonisti della vita e della pittura di fine Ottocento: se, tuttavia, il gruppo di Batignolles preferiva concentrarsi sulla vasta umanità che li frequentava (dando vita a dipinti come L'assenzio, La prugna e Donne in un caffè), Van Gogh piuttosto qui è preoccupato dalla resa pittorica di un cielo notturno punteggiato di stelle.
L'opera, oggi conservata al museo di Otterlo, coglie una visione notturna di Place du Forum, ad Arles. La visione, interrotta a sinistra dallo stipite blu di un portone, prosegue attraverso una pedana su cui sono disposte tre file di tavolini verdi: vi troviamo seduti turisti, passanti casuali, habitùe, intenti a godersi la serata e forse a sorseggiare un liquore, mentre un cameriere raccoglie le ordinazioni. Si noti come è impossibile riconoscere le fisionomie e l'identità degli avventori, che sembrano quasi fondersi con il paesaggio circostante, a testimonianza di come van Gogh fosse attratto piuttosto dallo scorcio notturno. In fondo, infine, si dipana rue du Palais, delineata dalle vetrine ancora illuminate delle botteghe e da alcuni palazzi addormentati: per la strada troviamo alcuni arlesiani che, avvolti nell'atmosfera gioiosa del caffè, passeggiano sull'acciottolato inumidito e chiacchierano placidamente, sfiorandosi fisicamente o magari con lo sguardo e caricando l'intera scena di una briosa convivialità. 
Il tratto di Van Gogh, in genere nervoso e frammentato, qui si rilassa e diventa sognante, complice la serenità di questa notte nel Meridione francese e il raffinato accordo cromatico ivi orchestrato. Anche in quest'opera, infatti, van Gogh si affida completamente ai colori, che dominano la scena grazie al vivace contrasto tra il blu e il giallo, iniziato nello scenario urbano e ripreso nella sublime visione del cielo stellato. Anche la sensazione di profondità viene riprodotta dal confrontarsi di queste due tonalità, con i gialli che progressivamente avanzano in primo piano e i blu che recedono. Rimarchevole anche la presenza di particolari dipinti tono su tono, come nel caso della lanterna gialla a sinistra, la cui cromia si amalgama con quella dei retrostanti muri del caffè. Vale infine la pena ricordare che per i toni scuri l'artista ha fatto ricorso ai blu di Prussia e ai viridian, per i gialli è stato utilizzato prevalentemente il giallo cromo limone, mentre infine per gli arancioni van Gogh ha elaborato appositamente una miscela di lacca geranio e di giallo cromo limone.